# Vegyes rövid program szinkronúszás a 2015-ös úszó-világbajnokságon
A 2015-ös úszó-világbajnokságon a szinkronúszás vegyes rövid programjának selejtezőjét július 25-én, a döntőjét pedig másnap, július 26-án rendezték meg a Kazan Arenában.
A műúszók vegyes párosainak rövid programját (technikai versenyét) az amerikai Christina Jones és Bill May párosa nyerte. Győzelmükkel történelmet írtak, ugyanis először vettek részt vizes világversenyek programjaiban férfiak is.

## Versenynaptár
Az időpontok helyi idő szerint olvashatóak (GMT +03:00).
| Dátum                      | Időpont | Forduló   |
| -------------------------- | ------- | --------- |
| 2015. július 25., szombat  | 11:45   | Selejtező |
| 2015. július 26., vasárnap | 19:15   | Döntő     |

## Eredmény
Zölddel kiemelve a döntőbe jutottak
| #         | Versenyző                           | Ország            | Selejtező | Selejtező | Döntő   | Döntő   |
| #         | Versenyző                           | Ország            | Pontok    | Rangsor   | Pontok  | Rangsor |
| --------- | ----------------------------------- | ----------------- | --------- | --------- | ------- | ------- |
| Aranyérem | Christina Jones Bill May            | USA (USA)         | 86,7108   | 2         | 88,5108 | 1       |
| Ezüstérem | Darina Valitova Alekszandr Malcev   | Oroszország (RUS) | 88,8539   | 1         | 88,2986 | 2       |
| Bronzérem | Manila Flamini Giorgio Minisini     | Olaszország (ITA) | 85,4125   | 3         | 86,3640 | 3       |
| 4         | Olekszandra Szabada Anton Timofejev | Ukrajna (UKR)     | 84,0767   | 4         | 83,7653 | 4       |
| 5         | Adachi Jumi Abe Atsushi             | Japán (JPN)       | 81,8724   | 5         | 82,3509 | 5       |
| 6         | Yağmur Demircan Gökçe Akgün         | Törökország (TUR) | 71,4913   | 6         | 74,7756 | 6       |